# ولیسمیسا
ولیسمیسا (به لاتین: Velisemõisa) یک روستا در استونی است که در دهستان ماریاما واقع شده‌است.